# Sitio de Alicante (1708-1709)
El sitio de Alicante, que tuvo lugar entre noviembre de 1708 y abril de 1709, fue un episodio crucial dentro de la guerra de sucesión española en Alicante. Este conflicto dinástico enfrentó a las fuerzas borbónicas que apoyaban a Felipe V de Borbón, contra una coalición internacional que respaldaba al Archiduque Carlos de Austria como legítimo heredero al trono de España.

## Contexto histórico
La guerra de sucesión española comenzó en 1701, cuando la muerte sin descendencia del rey Carlos II desencadenó una disputa internacional por la sucesión. La cuestión era quién debía ocupar el trono: Felipe de Anjou, nieto de Luis XIV de Francia, o el Archiduque Carlos de Austria, apoyado por el Sacro Imperio Romano Germánico, Gran Bretaña, los Países Bajos y otras potencias. Este conflicto, que comenzó como una disputa dinástica, pronto se convirtió en una guerra internacional que afectó a gran parte de Europa.
En el frente español, el Reino de Valencia fue un escenario importante de esta guerra, con ciudades estratégicas como Alicante jugando un papel clave. Aunque inicialmente leal a Felipe V, Alicante fue capturada en 1706 por las fuerzas austracistas (pro-Carlos de Austria), apoyadas por los británicos. Durante esta ofensiva, las defensas de la ciudad, especialmente las murallas frente al mar, sufrieron graves daños.
Tras la toma de la ciudad, el brigadier británico Richard Gorges fue el encargado de dirigir las obras de refuerzo de las defensas, incluyendo la construcción de un nuevo aljibe en el castillo de Santa Bárbara, con el fin de preparar la ciudad para un posible ataque borbónico. Sin embargo, el avance de los trabajos fue lento, en parte debido a la falta de recursos y a una devastadora epidemia que afectó a la ciudad entre 1707 y 1708, causando la muerte de aproximadamente 3.500 personas, tanto civiles como militares.
En abril de 1707, el ejército borbónico obtuvo una importante victoria en la Batalla de Almansa, lo que permitió a Felipe V consolidar su control sobre gran parte de la península ibérica. Alicante, sin embargo, permaneció bajo control austracista, y debido a su importancia estratégica, se convirtió en un objetivo prioritario para las fuerzas borbónicas. A finales de 1708, la ciudad era la última plaza importante del Reino de Valencia aún bajo control austracista, lo que hacía inevitable un ataque borbónico.

## Preparativos para el asedio
En este contexto, el general británico John Richards asumió el mando de Alicante en 1707, sucediendo a Gorges. Richards, al observar el estado incompleto de las fortificaciones, escribió una carta al alto mando austracista señalando que las defensas de la ciudad estaban «solo un poco mejor que una ciudad totalmente abierta». Incluso sugirió la posibilidad de ser trasladado a Inglaterra o Flandes, pero su petición fue denegada.
Desesperado por la lentitud de los trabajos de refuerzo, Richards propuso la quema de las casas periféricas del barrio de San Antón para dificultar la entrada de los atacantes, pero la oposición popular a esta medida fue tan fuerte que tuvo que abandonar la idea. En su lugar, convocó al ingeniero militar Richard Siburch, un hombre de confianza, para que dirigiera las obras de fortificación. Pese a los esfuerzos de Richards y Siburch, el progreso fue insuficiente para preparar la ciudad ante el inminente asedio borbónico.

## Asedio de Alicante

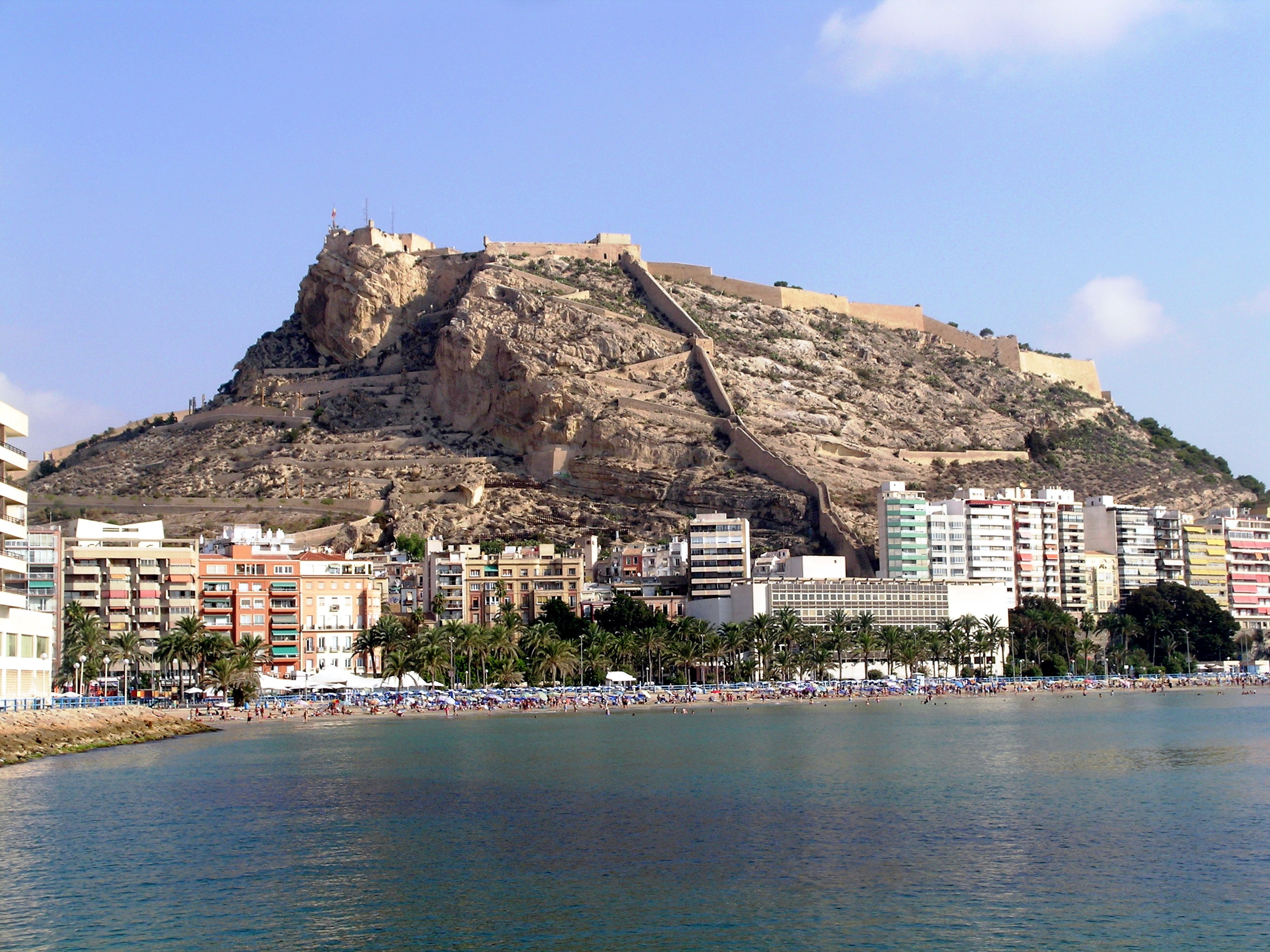
Castillo de Santa Bárbara en la actualidad

El 28 de noviembre de 1708, las tropas borbónicas, lideradas por el marqués Claude François Bidal d'Asfeld y apoyadas por el capitán Juan José Navarro, llegaron a las puertas de Alicante. El ejército de D'Asfeld contaba con unos 5.000 soldados, mientras que las fuerzas austracistas defendiendo la ciudad sumaban alrededor de 2.200, entre ellos 800 migueletes (tropas irregulares) y 400 soldados del Regimiento Ciudad de Alicante.
El 1 de diciembre, las tropas borbónicas lanzaron una ofensiva contra los barrios y caseríos situados fuera de las murallas, logrando tomar el control de estos en apenas dos días. El 3 de diciembre, D'Asfeld intentó un asalto directo a las murallas de la ciudad, pero fue rechazado por los defensores austracistas. A pesar de este éxito inicial, Richards y su guarnición sabían que no podrían resistir mucho más tiempo sin refuerzos.
En un intento por ganar tiempo, Richards inició negociaciones con D'Asfeld. Sin embargo, las conversaciones no impidieron que los borbónicos abrieran una brecha en las defensas por el barrio de San Antón. El 7 de diciembre, Richards y D'Asfeld llegaron a un acuerdo: la ciudad de Alicante sería entregada a las fuerzas borbónicas, mientras que el castillo de Santa Bárbara permanecería en manos de los austracistas. A cambio, se permitió a los civiles británicos y a algunos vecinos alicantinos abandonar la ciudad sin represalias. Además, Richards permitió que tres batallones de soldados partieran de Alicante, ya que no disponía de suficientes víveres para soportar un asedio prolongado en el castillo.
Con la ciudad bajo control borbónico, D'Asfeld concentró sus esfuerzos en tomar el Castillo de Santa Bárbara, una fortificación clave situada en la cima del monte Benacantil. Aunque el castillo estaba bien posicionado para resistir un asedio, sus defensores se enfrentaban a la escasez de suministros y a la imposibilidad de recibir refuerzos. A lo largo de los siguientes meses, D'Asfeld lanzó varios ataques contra el castillo, pero todos fueron repelidos por los defensores austracistas.

## Excavación de la mina
Después de varios intentos fallidos de tomar el castillo de Santa Bárbara, el general D'Asfeld optó por una táctica más drástica y empleó una de las técnicas más avanzadas de ingeniería militar de la época: la excavación de una mina bajo el castillo. Los trabajos comenzaron a principios de 1709, y consistieron en cavar un túnel de 29 metros de profundidad con varias galerías que se extendían bajo la fortaleza. La intención era llenar la mina con pólvora para provocar una explosión que derrumbara las defensas del castillo y forzara la rendición de los defensores.
D'Asfeld amenazó repetidamente a John Richards con detonar la mina si no se rendían, y en una ocasión incluso invitó al general británico a inspeccionar el túnel para que viera con sus propios ojos la magnitud de la amenaza. Sin embargo, Richards, decidido a resistir, rechazó todas las ofertas de capitulación. Ante la negativa de los defensores, D'Asfeld ordenó que se colocaran 55 toneladas de pólvora en la mina.
El 3 de marzo de 1709, D'Asfeld dio la orden de detonar los explosivos. La explosión fue devastadora: una parte significativa del castillo fue destruida, matando a alrededor de 150 soldados austracistas, incluidos John Richards y su ingeniero de confianza Richard Siburch. Además de los daños en la fortaleza, la detonación provocó una avalancha de rocas que sepultó unas 400 casas en el Raval Roig, un barrio situado al pie de la montaña.
A pesar de la magnitud de la explosión, los resultados no fueron tan decisivos como D'Asfeld esperaba. La detonación, aunque destruyó gran parte del castillo, también llenó los caminos de escombros, lo que hizo aún más difícil el acceso de las tropas borbónicas a la fortaleza. Francisco Gaetano, quien asumió el mando de los defensores tras la muerte de Richards, se negó a rendirse y continuó resistiendo.

## Intervención británica y rendición final
El 15 de abril de 1709, una flota británica al mando del general James Stanhope llegó a las aguas de Alicante con la intención de socorrer a los defensores del castillo de Santa Bárbara. La flota, compuesta por 12 buques, bombardeó las posiciones borbónicas durante seis horas, pero todos los intentos de desembarcar tropas fueron frustrados por las fuerzas de D'Asfeld, que habían preparado defensas en la costa.
Stanhope, creyendo que la ciudad aún estaba bajo control austracista, no había traído suficientes tropas para una ofensiva naval completa. Además, las condiciones climáticas eran desfavorables, con el mar agitado y fuertes vientos, lo que complicaba aún más las operaciones. Ante la imposibilidad de desembarcar, Stanhope se retiró, dejando a los defensores austracistas aislados en el castillo.
Tras la retirada de la flota británica, la situación de los defensores en el castillo se volvió insostenible. Con los víveres agotados y sin esperanza de recibir refuerzos, el teniente Francisco Gaetano comenzó a considerar la posibilidad de rendirse. El 20 de abril de 1709, Gaetano negoció la capitulación del castillo con D'Asfeld. A cambio de la rendición, se permitió a los 600 soldados austracistas que quedaban abandonar Alicante sin represalias. Con la toma del castillo, las tropas borbónicas completaron la conquista de la ciudad.

## Consecuencias
La victoria en el Sitio de Alicante permitió a las fuerzas borbónicas consolidar su control sobre el Reino de Valencia, que hasta entonces había sido uno de los bastiones más importantes de los austracistas en la península ibérica. Tras la caída de Alicante, la guerra en el Mediterráneo español se inclinó definitivamente a favor de Felipe V.
Este asedio tuvo consecuencias tanto militares como políticas. En el ámbito militar, la caída de Alicante dejó a las fuerzas austracistas sin un punto de apoyo en el sureste de España. Si los británicos hubieran logrado mantener el control del castillo de Santa Bárbara, Alicante podría haber seguido un destino similar al de Gibraltar, que fue cedido a Gran Bretaña y permanece bajo soberanía británica hasta la actualidad. Sin embargo, la rendición de las fuerzas austracistas y el fracaso de la intervención británica impidieron que esto llegara a suceder. En el plano político, la captura de la ciudad reafirmó la posición de Felipe V como rey de España, lo que finalmente fue ratificado en el Tratado de Utrecht (1713), que puso fin a la guerra.
Sin embargo, el sitio también tuvo consecuencias devastadoras para la población de Alicante. La ciudad había sufrido tres grandes batallas en un lapso de 17 años: el ataque francés de 1691, la conquista austracista de 1706, y finalmente el sitio borbónico de 1708-1709. Estos conflictos dejaron la ciudad en ruinas, con una gran pérdida de vidas humanas y graves daños materiales. No fue hasta varias décadas después que Alicante comenzó a recuperarse, entrando en un periodo de paz que permitió su resurgimiento como un importante puerto comercial.

## Legado y memoria

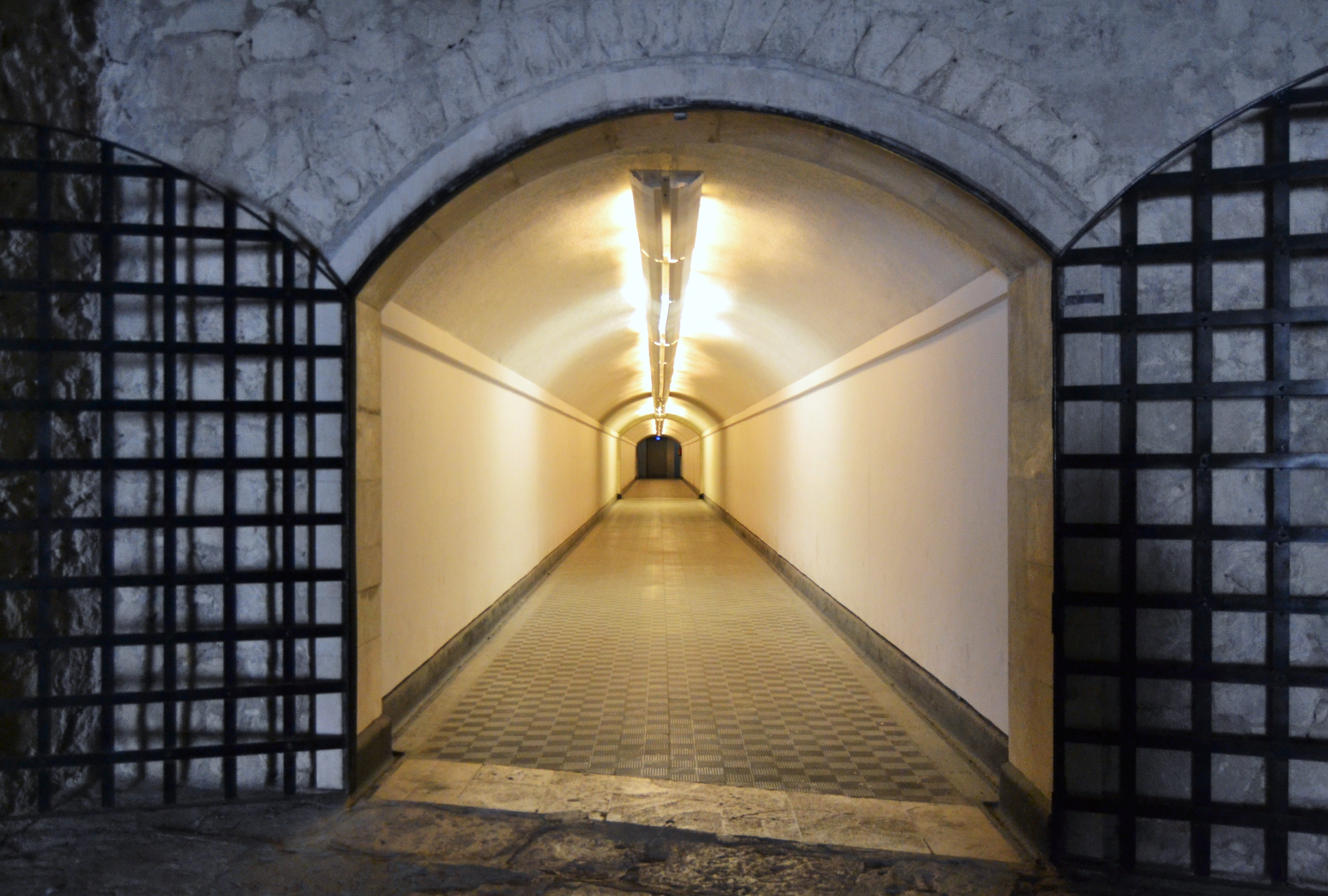
Túnel de acceso al ascensor del castillo de Santa Bárbara en la actualidad

Como reconocimiento por su papel en la conquista de Alicante, Felipe V otorgó a Claude François Bidal d'Asfeld, el título de conde de Alicante. Sin embargo, este título fue revocado en 1715 debido a la presión de los propios habitantes de la ciudad, quienes consideraban que D'Asfeld había tratado a la población con excesiva dureza durante el sitio.
El sitio de Alicante ha sido recordado por su importancia estratégica y por la utilización de técnicas avanzadas de ingeniería militar, como la mina excavada por los borbónicos. En 1963, el alcalde de Alicante, Agatángelo Soler, aprovechó el hueco dejado por la mina para instalar los ascensores que hoy permiten a los visitantes subir al castillo de Santa Bárbara.